# Жукова, Анастасия Сергеевна
Анастасия Сергеевна Жукова (род. 9 декабря 1997, Самара) — российская волейболистка, нападающая-доигровщица.

## Биография
Начала заниматься волейболом в группе при волейбольном клубе «Амонд» (Самара). Первый тренер — Б. З. Зайнулин. С 2013 года на протяжении 6 сезонов выступала за самарскую «Искру» в высшей лиге «Б» чемпионата России. В 2019—2020 играла за курский «ЮЗГУ-Атом» в высшей лиге «А», а в 2020 заключила контракт с нижегородской «Спартой», в составе которой дебютировала в суперлиге. С 2022 — игрок краснодарского «Динамо». В 2024—2025 один сезон отыграла в «Тулице», после чего вернулась «Динамо» (Краснодар). 

### Клубная карьера
- 2013—2019 —  «Искра»/«Искра-Амонд» (Самара) — высшая лига «Б»;
- 2019—2020 —  «ЮЗГУ-Атом» (Курск) — высшая лига «А»;
- 2020—2022 —  «Спарта» (Нижний Новгород) — суперлига;
- 2022—2024 —  «Динамо» (Краснодар) — суперлига;
- 2024—2025 —  «Тулица» (Тула) — суперлига;
- с 2025 —  «Динамо» (Краснодар) — суперлига.